# Tervel Peak
Tervel Peak är en bergstopp i Antarktis. Den ligger i Sydshetlandsöarna. Argentina, Chile och Storbritannien gör anspråk på området. Toppen på Tervel Peak är 723 meter över havet.
Terrängen runt Tervel Peak är kuperad åt sydväst, men åt nordost är den bergig. Havet är nära Tervel Peak åt sydväst. Trakten är glest befolkad. Närmaste befolkade plats är St. Kliment Ohridski Base, 10,0 kilometer norr om Tervel Peak. 